# Från Vittsjö till världen

Från Vittsjö till världen (fullständig titel: Från Vittsjö till världen. Om global apartheid och alla oss som vill någon annanstans) är en bok av Gustav Fridolin, utgiven 2006 på Ordfront förlag, som lanserar begreppet global apartheid som beskrivning av världens tillstånd. Boken gavs ut i pocket 2007 med ett nytt kapitel om situationen i Afghanistan.